# Geunsia
Geunsia  é um gênero botânico da família Lamiaceae

## Espécies
Constituido por 29 espécies:
Geunsia acuminatissima Geunsia anisophylla Geunsia anomala
Geunsia apoensis Geunsia beccariana Geunsia celebica
Geunsia cinnamomea Geunsia cumingiana Geunsia epiphytica
Geunsia farinosa Geunsia fastuosa Geunsia flavida
Geunsia furfuracea Geunsia grandiflora Geunsia havilandii
Geunsia hexandra Geunsia hookeri Geunsia homoeophylla
Geunsia mollis Geunsia paloensis Geunsia pentandra
Geunsia pullei Geunsia quaternifolia Geunsia ramosi
Geunsia rosea Geunsia scandens Geunsia serrulata
Geunsia subternata